# أبو عمر بن الحذاء
أَحْمَدُ بْنِ مُحَمَّدٍ بْنِ يَحْيَى بْنِ أَحْمَدَ بْنِ مُحَمَّدِ بْنِ عَبْدِ اللهِ بْنِ مُحَمَّدِ بْنِ يَعْقُوبَ بْنِ دَاوُدَ القُرْطُبِيُّ، يكنى أبا عمر، ويعرف بـأَبِي عُمَرَ بْنِ الحَذَّاءِ أو بـابْنِ الحَذَّاءِ أو بـأَبِي عُمَرَ أَحْمَدَ بْنِ الحَذَّاءِ، مولى بني أمية. ولد عام 380  هـ، وتوفي في ربيع الآخر 467  هـ وله 87 سنة، ومشى المعتمد على الله في جنازته رَاجِلًا. كان حسن الأخلاق، موطأ الأكناف، عَالِمًا، سريع الكتابة.

## تعلمه
أخذ عن والده الحافظ أبي عبد الله بن الحذاء، ثم ندبه أبوه إلى طلب العلم في حداثة سنه، فأخذ عن عبد الله بن محمد بن راشد وسعيد بن نصر وعبد الوارث بن سفيان وأبي القاسم عبد الرحمن الوهراني وابن أسد الجُهَنِيّ، وأدرك بهم درجة أبيه، وكان أول سماعه عام 393  هـ.

## حياته
نزح عن قرطبة في الفتنة الكبرى، وسكن سرقسطة والمرية، ثم ولي القضاء بطليطلة وبدانية، ثم تحول إلى إشبيلية وقرطبة.

## تلاميذه
حدث عنه الحافظ أبو علي الغساني وجماعة من مشايخ الأندلس.